# 齐奈盖·拉约什
齐奈盖·拉约什（匈牙利語：Czinege Lajos，1924年3月24日—1998年5月10日），匈牙利人民共和国军事将领，前国防部长、部长会议副主席。

## 生平
1924年生于考爾曹格。1945年加入匈牙利共产党。1947年任匈牙利共产党考爾曹格市委员会书记。1948年开始在索尔诺克州委工作，历任宣传书记、组织书记、执行委员会主席。1952年调至中央，从事军队政治工作。1954年至1957年，任中央行政部长。1956年参与镇压匈牙利革命，10月27日任中央军事委员会委员。1957年至1960年，任匈牙利社会主义工人党索尔诺克州委员会第一书记。
1960年5月，出任国防部长。同年6月晋升中将。1962年晋升上将。1978年晋升大将。1968年8月参与武装入侵捷克斯洛伐克。1984年8月，率领匈牙利人民军代表团访问波兰人民共和国，是1980年波兰危机后东欧国家中第一个访问波兰的军事代表团。1984年12月，任匈牙利人民共和国部长会议副主席，不再任国防部长。1987年6月不再任部长会议副主席。
他是匈牙利社会主义工人党中央委员会委员（1959年－1988年），中央政治局候补委员（1961年－1970年），国民议会议员（1958年－1967年）。
1998年5月10日在佩斯州莱安切福卢逝世。